# 谢群英
谢群英（1964年1月3日—），浙江绍兴人，中国越剧演员，一级演员，擅演旦角。出演的影视作品有越剧电影《绣花女传奇》、《桐花泪》，越剧电视剧《梨花情》等。她的越剧表演师承金采风，演唱中真假声并用，独具特色。

## 生平
1976年，进入桐庐越剧团。1994年，进入杭州越剧院。代表作有《盘夫索夫》《碧玉簪》《流花溪》等。

## 奖项和荣誉
1998年，获得第十五届中国戏剧梅花奖。2005年，获得第三届中日戏剧友谊奖。

## 主演作品
- 《盘夫索夫》
- 《美人鱼》
- 《春江月》
- 《桐江雨》
- 《月亮湖》
- 《深宫欲海》
- 《莲花湖》
- 《碧玉簪》 [5]

## 榮譽
- 谢群英获得浙江省首届戏曲明星奖殊榮。
- 1982年，榮获浙江省戏曲小百花奖。
- 1987年，获得浙江省第三届戏剧节演员一等奖。
- 1994年，获中国小百花越剧节金奖項。
- 1998年，获第十五届中国戏剧“梅花奖”。[5]

## 外部連結
- 谢群英超话—新浪微博超话社区  （页面存档备份，存于）